# Svartahavs-staksill
Svartahavs-staksill (Alosa immaculata) är en fiskart som beskrevs av E. T. Bennett 1835. Svartahavs-staksill ingår i släktet Alosa och familjen sillfiskar. Inga underarter finns listade i Catalogue of Life.
Denna fisk förekommer i Svarta havet, inklusive Azovska sjön. Vuxna exemplar vandrar för äggläggningen i angränsande floder som Donau, Dnepr, Dnestr, Södra Bug, Don och Kuban. I Donau vandrar individerna fram till Mohács i södra Ungern som ligger 1600 km från flodens mynning.
Före vandringen vistas Svartahavs-staksill i mars och april nära kustlinjerna. Honor börjar äggläggningen när temperaturen är cirka 15° C. Sedan vandrar de liksom hanarna tillbaka till havet. Där har de små fiskar och kräftdjur som föda.
Beståndet hotas av överfiske. Dessutom blev några vandringssträckor blockerad av dammbyggnader. IUCN kategoriserar arten globalt som sårbar.